# Syndrome de Means
On trouve la définition du syndrome de Means se définissant comme une forme d’ophtalmopathie thyroïdienne ne comportant aucun signe clinique ou biologique de dysthyroïdie,.
Le syndrome rend compte de la dissociation évolutive entre orbitopathie et thyropathie après recul d’au moins un an. Le retard diagnostique est malheureusement fréquent en raison de la méconnaissance de cette pathologie,.

## Aide au diagnostique
Le diagnostic peut être confirmé par un bilan radiologique incluant une IRM orbitaire, et/ou une TDM (tomodensitométrie) / TEP (Tomographie par émission de positons).

## Symptômes
Présence de manifestations oculaires de la maladie de Basedow, malgré un bilan thyroïdien : TSH, hormones thyroïdiennes périphériques T3 et T4 : normaux, et les anticorps anti-récepteurs TSH : négatifs.